# Elvy Kalep
Alviine-Johanna Kalep, connue sous le nom d’Elvy Kalep (26 juin 1899 - 15 août 1989), est une 
aviatrice estonienne et la première femme pilote du pays, ainsi qu'une artiste, une conceptrice de jouets et une écrivaine pour enfants.
Elle grandit en Estonie et dans l'Empire russe, puis s'installe en Chine, pour échapper à la guerre civile russe. Elle travaille brièvement comme interprète, pour des responsables militaires en Chine, avant de s'installer à Paris, pour étudier l'art avec le peintre Alexandre Jacovleff. En 1931, elle se qualifie comme pilote en Allemagne, devenant ainsi la première femme pilote estonienne. Elle se lie d'amitié avec l'aviatrice américaine Amelia Earhart et rejoint l'organisation des Ninety-Nines pour encourager d'autres femmes à se lancer dans l'aviation.
Elle écrit et illustre un livre pour enfants sur l'aviation, Air Babies, qui est publié pour la première fois, en 1936.
Après s'être installée aux États-Unis, Elvy Kalep fonde une entreprise de fabrication de jouets à New York. Bien qu'elle ait été contrainte de fermer l'entreprise en 1946, en raison de sa mauvaise santé, elle gagne sa vie, dans les années 1950, en vendant des brevets de conception de jouets à des entreprises plus importantes. Au cours des décennies suivantes, elle créé des œuvres d'art en cuir qu'elle expose dans tous les États-Unis. Elle meurt, à Lake Worth, en Floride, en 1989.

## Jeunesse
Elvy Kalep naît le 26 juin 1899 dans le village de Taali (en), dans la commune de Tori, comté de Pärnu en Estonie. Elle est la seule enfant de Joanna (née Liidemann) et du serrurier Aksel Emil, tous deux décédés lorsqu'elle est jeune fille. Elle fréquente la Tallinna Tütarlaste Kommertsgümnaasium, une école secondaire de filles à Tallinn. Adolescente, Elvy Kalep déménage en Russie pour vivre avec une tante à Saint-Pétersbourg. Elle est témoin des événements qui déclenchent la révolution de février 1917 et passe une nuit en détention policière en tant que témoin oculaire.
Elle tente en vain de fuir, au début de la révolution. Elle voit six hommes être abattus alors qu'ils faisaient la queue pour acheter des billets de train pour sortir du pays. Elle s'installe, avec sa tante, à Vladivostok, où elle épouse un général russe, le comte Slastšov, avec qui elle a un fils. Elle vit à Vladivostok pendant huit ans, au cours desquels elle entreprend à plusieurs reprises de fuir, avant que sa nouvelle famille ne réussisse à s'enfuir en Chine, un refuge qu'ils ont choisi en raison des liens de Slastšov avec Zhang Zuolin.
Un an après son arrivée à Harbin, en Chine, le fils de Kalep meurt et son mari disparait. Elvy Kalep peut subvenir à ses besoins en travaillant comme interprète - elle parle russe, allemand, anglais et chinois - pour un général britannique à Shenyang. Elle est également employée par Zhang Zuolin et plus tard par son fils, Zhang Xueliang, mais elle décide de retourner en Estonie, en 1925. Elle voyage à travers l'Indonésie, l'Italie et la France avant d'arriver à Tallinn, en 1926. Peu après, elle s'installe à Paris où elle étudie la peinture à l'huile, avec le peintre russe Alexandre Jacovleff, et épouse Rolf Baron von Hoeningen-Bergendorff, qui est d'origine allemande ou autrichienne.

## Carrière dans l'aviation
Elvy Kalep commence à voler à la fin des années 1920, lorsqu'elle rencontre l'aviateur néerlandais Anthony Fokker, alors qu'elle est en vacances à Saint-Moritz : elle lui demande de lui apprendre à piloter un avion. Elle effectue cinq heures de vol avec Fokker et, après s'être cassé le bras lors d'un accident de traîneau, à l'hiver 1931, elle passe son examen de pilote, en Allemagne, le 1er août 1931,. Elle réussit, devenant la première femme pilote qualifiée d'Estonie, et la septième femme à réussir l'examen, en Allemagne,. Peu après avoir reçu sa licence, Elvy Kalep et Valter Mayer, un mécanicien allemand, copilotent un petit avion Klemm de Berlin,  à travers la région baltique, s'arrêtant à Szczecin, Gdańsk, Kaunas, Jelgava et Riga, pour finalement atterrir à Tallinn, le 18 août. À son arrivée à Tallinn, Elvy Kalep est accueillie par une foule de journalistes et d'officiers de l'armée de l'air estonienne. Elle rend brièvement visite à des parents à Nõmme avant d'entamer son voyage de retour, vers Amsterdam.
En mai 1932, Elvy Kalep voyage de France à New York, sur le navire à vapeur, SS Paris, avec l'intention de retourner en Europe en traversant l'océan Atlantique ; à l'époque, aucune femme n'avait effectué de vol transatlantique en solo. Elle se lie d'amitié avec la pionnière de l'aviation américaine Amelia Earhart, qui, tout comme Kalep, prépare un exploit similaire. Après le vol réussi d'Earhart, du Canada vers l'Irlande, le 20 mai, Kalep décide qu'il ne serait pas utile de faire sa propre tentative de traversée de l'Atlantique, car elle ne serait plus la première femme à le faire. Elle continue cependant à encourager d'autres femmes à entrer dans le domaine de l'aviation et devient membre des Ninety-Nines, une organisation internationale pour les femmes pilotes, fondée par Earhart et 98 autres aviatrices,.
En août 1932, Elvy Kalep avait prévu de voler avec Roger Q. Williams (en), de Los Angeles à Athènes pour célébrer l'accueil des Jeux olympiques d'été de 1932, mais leur vol est annulé. Peu après, on apprend que Kalep s'est remarié avec W. E. Hutton-Miller, un agent de change américain.
En 1936, elle publie la première édition de Air Babies, un livre pour enfants qu'elle écrit et illustre pour apprendre aux enfants à voler. L'histoire suit deux jeunes avions, Happy Wings et Speedy et une réimpression de 1938 comprend une préface de Earhart, qui s'est embarquée sur son dernier vol, trois jours après avoir écrit l'article. Elle disparaît pendant un vol en 1937. Elvy Kalep parle plus tard de la disparition d'Earhart : « Elle me manque beaucoup. Quand j'ai appris qu'Amelia avait disparu, eh bien, je me suis effondrée ». Elle se rend à l'Exposition universelle de New York, en 1939, pour promouvoir les Air Babies à la télévision et pour parler au déjeuner du National Woman's Party. 

## Carrière dans l'art et le design
Après le déclenchement de la Seconde Guerre mondiale, en 1939, et avec la dissolution de son troisième mariage, Elvy Kalep lance une nouvelle entreprise commerciale sur le marché américain du jouet.
Elle conçoit une poupée nommée Patsie Parachute qui, une fois lancée en l'air, tombe lentement comme le ferait un parachutiste. Les poupées sont produites dans une usine new-yorkaise où Kalep elle-même est obligée de travailler pour faire vivre l'entreprise. Sa santé se détériore cependant et les bénéfices de l'entreprise sont presque entièrement consacrés aux frais médicaux. Elle est contrainte de fermer l'usine en 1946. Elle se rétablit en 1950 et gagne sa vie en vendant des brevets de conception de jouets à des entreprises plus importantes. L'une de ses créations à succès était Scribbles Dolls - des poupées-jouets aux visages vierges pouvant être décorées individuellement par les enfants - qui s'inspire des 50 000 têtes de poupées qu'il lui reste après la fermeture de l'usine Patsie Parachute.
Dans les années 1960, alors qu'elle vit à Palm Beach, en Floride, Elvy Kalep commence à créer des œuvres d'art en cuir qu'elle vend à ses voisins pour gagner sa vie. Elle créé des peintures tridimensionnelles faites de petits morceaux de cuir coloré, importés de France. Tout au long des années 1970, elle présenté son art dans des expositions à travers les États-Unis et vend des œuvres à des clients prestigieux, dont Eugene Ormandy.

## Décès
Kalep est décédé le 15 août 1989, à l'âge de 90 ans, au Regency Health Care Center de Lake Worth, en Floride. Elle vivait dans l'établissement depuis 1986. 
Elle avait été mariée trois fois mais n'avait pas de famille survivante, au moment de son décès. Les nécrologies de Kalep sont publiées dans le journal de Floride The Sun-Sentinel et dans Vaba Eesti Sõna (en), un journal de langue estonienne publié à New York.

### Source de la traduction
- (en) Cet article est partiellement ou en totalité issu de l’article de Wikipédia en anglais intitulé « Elvy Kalep » (voir la liste des auteurs).